# Maxim Michailowitsch Michailow
Maxim Michailowitsch Michailow (russisch: Максим Михайлович Михайлов; englische Transkription: Maxim Mikhaylovich Mikhaylov; * 19. März 1988 in Kusmolowski, Oblast Leningrad) ist ein russischer Volleyballspieler.

## Karriere

### Verein
Michailow begann seine Karriere im Alter von acht Jahren bei Waleri Jemeljanowitsch Besproswannych. Anschließend setzte er seine Ausbildung an der Sportschule in Sankt Petersburg fort. 2003 wechselte er nach Jaroslawl, wo er in den nächsten Jahren für Stroitel, Neftyanik und Jaroslawich spielte. 2006 gewann der Diagonalangreifer mit den russischen Junioren die Europameisterschaft. Michailow wechselte 2010 zu VK Zenit-Kasan. Dort wurde er gleich in seiner ersten Saison russischer Meister. Außerdem erreichte Kasan mit dem Diagonalangreifer das Finale der Champions League gegen Trentino Volley. 2012 verteidigte Kasan die nationale Meisterschaft erfolgreich und gewann zudem die Champions League durch ein 3:2 im Finale gegen Skra Bełchatów. Mit Zenit Kasan gewann Michailow vier weitere Champions-League-Titel (2015, 2016, 2017 und 2018).

### Nationalmannschaft
Am 14. Juni 2008 gab er in einem Weltliga-Spiel sein Debüt in der A-Nationalmannschaft. Zwei Monate später nahm er mit Russland an den Olympischen Spielen in Peking teil und gewann die Bronzemedaille. Danach gewann er 2011 die Weltliga ebenso wie den World Cup. Bei der Europameisterschaft im selben Jahr, die sein Team auf dem vierten Rang beendete, wurde Michailow als bester Scorer und Angreifer ausgezeichnet. 2012 holte sein Team die Goldmedaille bei den Olympischen Spielen in London. Mit der Nationalmannschaft gewann er des Weiteren 2013 erneut die Weltliga, 2013 und 2017 die Europameisterschaft und 2018 die Nations League. Bei den Olympischen Spielen im Jahr 2021 holte er die Silbermedaille. Während der Eröffnungsfeier war er, gemeinsam mit der Fechterin Sofja Welikaja, der Fahnenträger seiner Nation.